# بدوستمون مولري
بدوستمون مولري أو عشبة النهر المولرية (الاسم العلمي:Podostemum muelleri) هو نوع من النباتات يتبع جنس البدوستمون من الفصيلة البدوستمونية.